# ヤン・ファン・ライデン

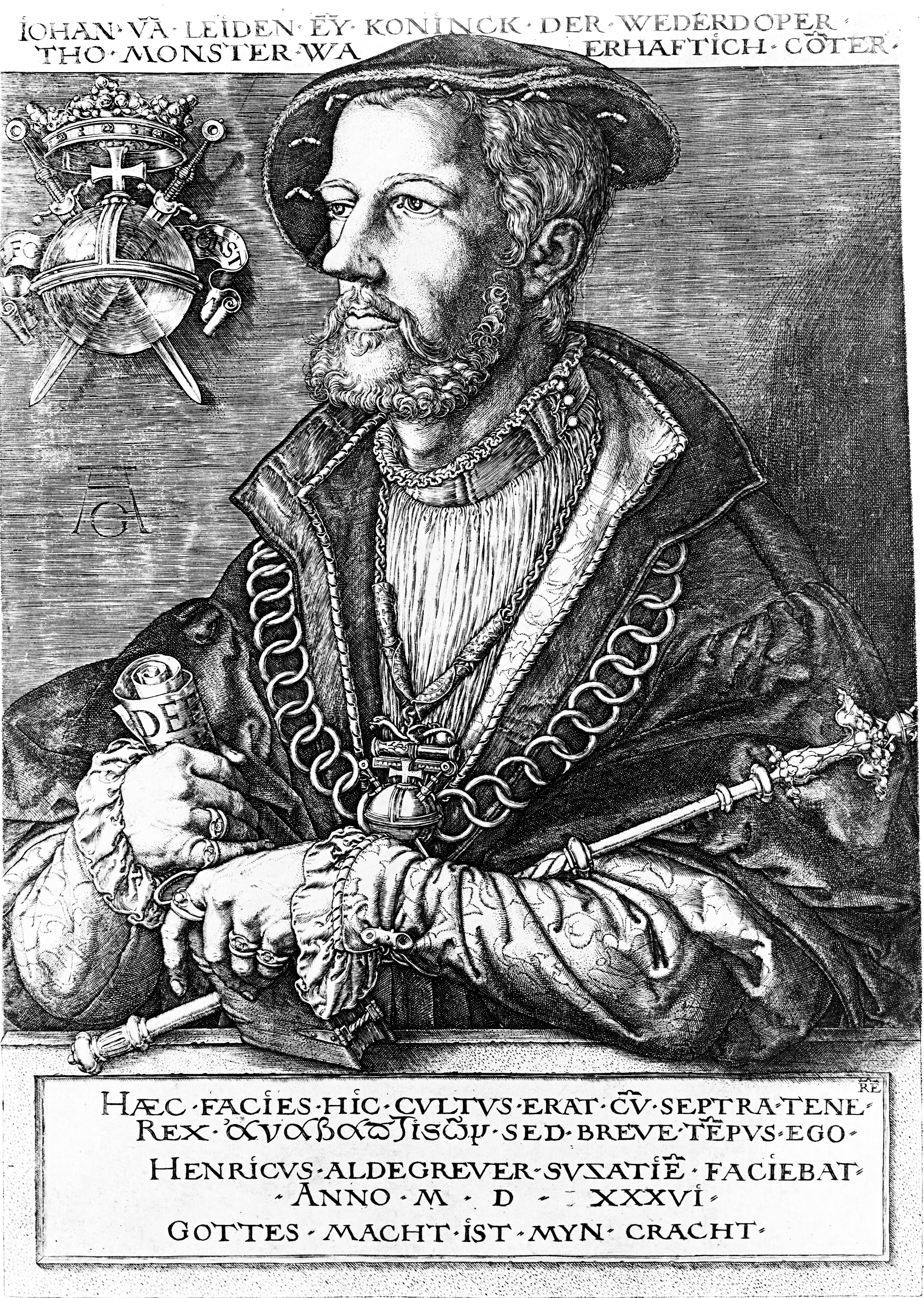
ヤン・ファン・ライデン

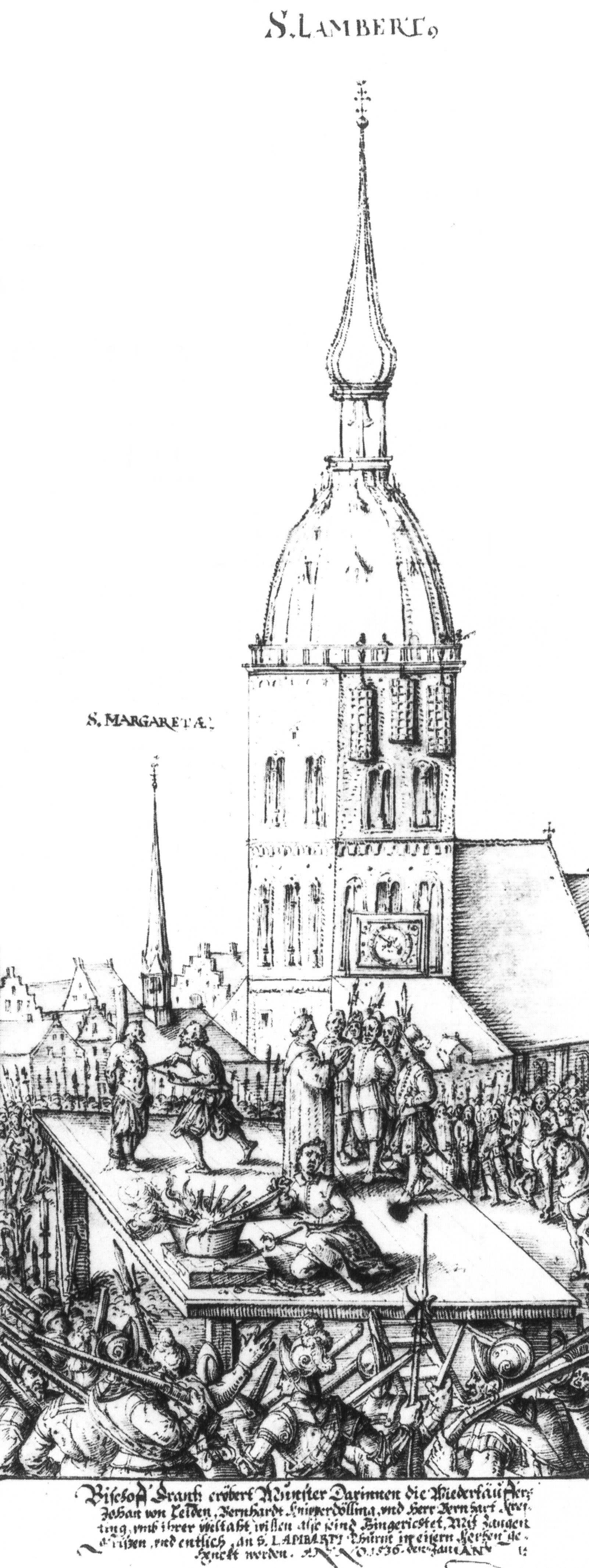
他の首謀者2人とともに拷問され処刑されるヤン・ファン・ライデン

ヤン・ファン・ライデン（Jan van Leiden、ヤン・ボッケソン（Jan Beukelszoon）とも、1509年 - 1536年1月22日）は、オランダ人の宗教家。16世紀の神聖ローマ帝国で発生したミュンスターの反乱の指導者の一人で、ミュンスターの王に即位して独自の千年王国を築こうとした。
ライデン出身。元々は仕立て屋をしていたが、1520年代にヤン・マティアスから成人洗礼を受けて再洗礼派の説教者となり1534年に市政府が再洗礼派の手に渡ったミュンスターに現われて人心を掌握し町を事実上の支配下におく。しかし、この地の支配者だった枢機卿はただちに軍を派遣しカトリックの軍隊により再洗礼派の指導者だったヤン・マティアスが1534年に殺されミュンスターは完全に包囲された。
これに対抗するために新エルサレムの王を名乗り、千年王国を築くために一夫多妻制、財産共同制などを導入、反抗する者は処刑という恐怖政治を施行するが、同時に包囲された市内では食料が不足して飢餓が襲いかかり市民は餓死していった。そしてついに軍隊が突入して逮捕された。他の首謀者2人とともに拷問後、処刑され遺骸は鉄の檻に入れられて、ラムベルティ教会の塔から吊るされた。

## 関連作品
- 『キング・フォー・バーニング』（原題『König der letzten Tagen (終わりの日の王)』） - テレビドラマ ZDF製作、ドイツ、1994年、監督： トム・トエレ
- 『千年王国の惨劇―ミュンスター再洗礼派王国目撃録』 ハインリヒ・グレシュベック著、平凡社
- 『預言者』（Le Prophète ） ジャコモ・マイアベーアによる5幕のグランド・オペラ、1849年初演。